# مسجد الطراز
مسجد الطراز هو مسجد تونسي يقع غرب مدينة تونس العتيقة في تونس العاصمة.

## الموقع
يقع المسجد في 41 نهج سيدي بن عروس في وسط مدينة تونس العتيقة.

## التاريخ
شيد المسجد في 1836 (1251 هـ) تحت حكم الحسينيين، من قبل الأمير مصطفى بن محمود بن محمد الرشيد، كما هو مذكور على اللوحة التذكارية خارج المسجد. تم ترميم المسجد في 1982.

## معرض الصور

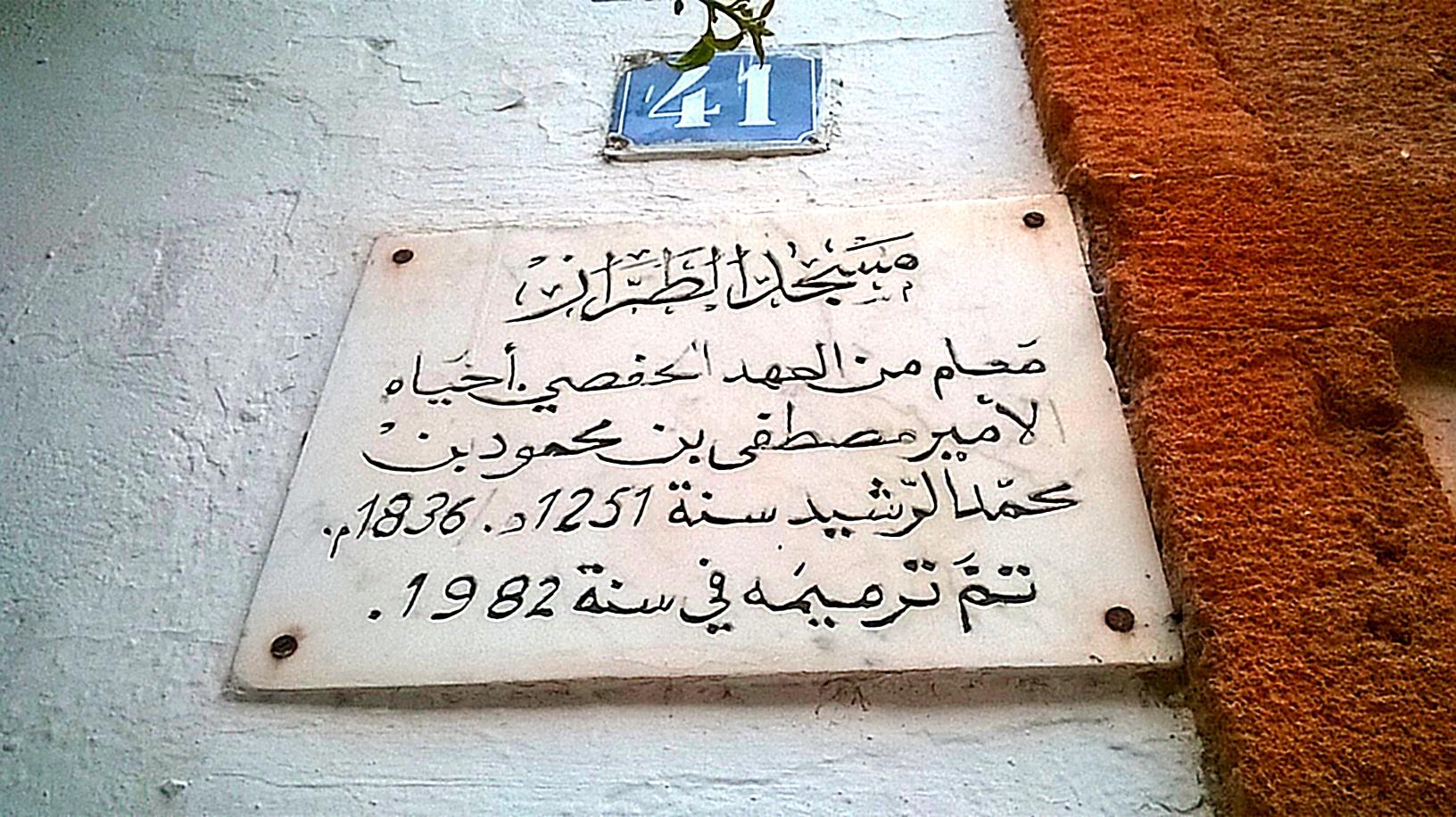
لوحة تذكارية للمسجد.
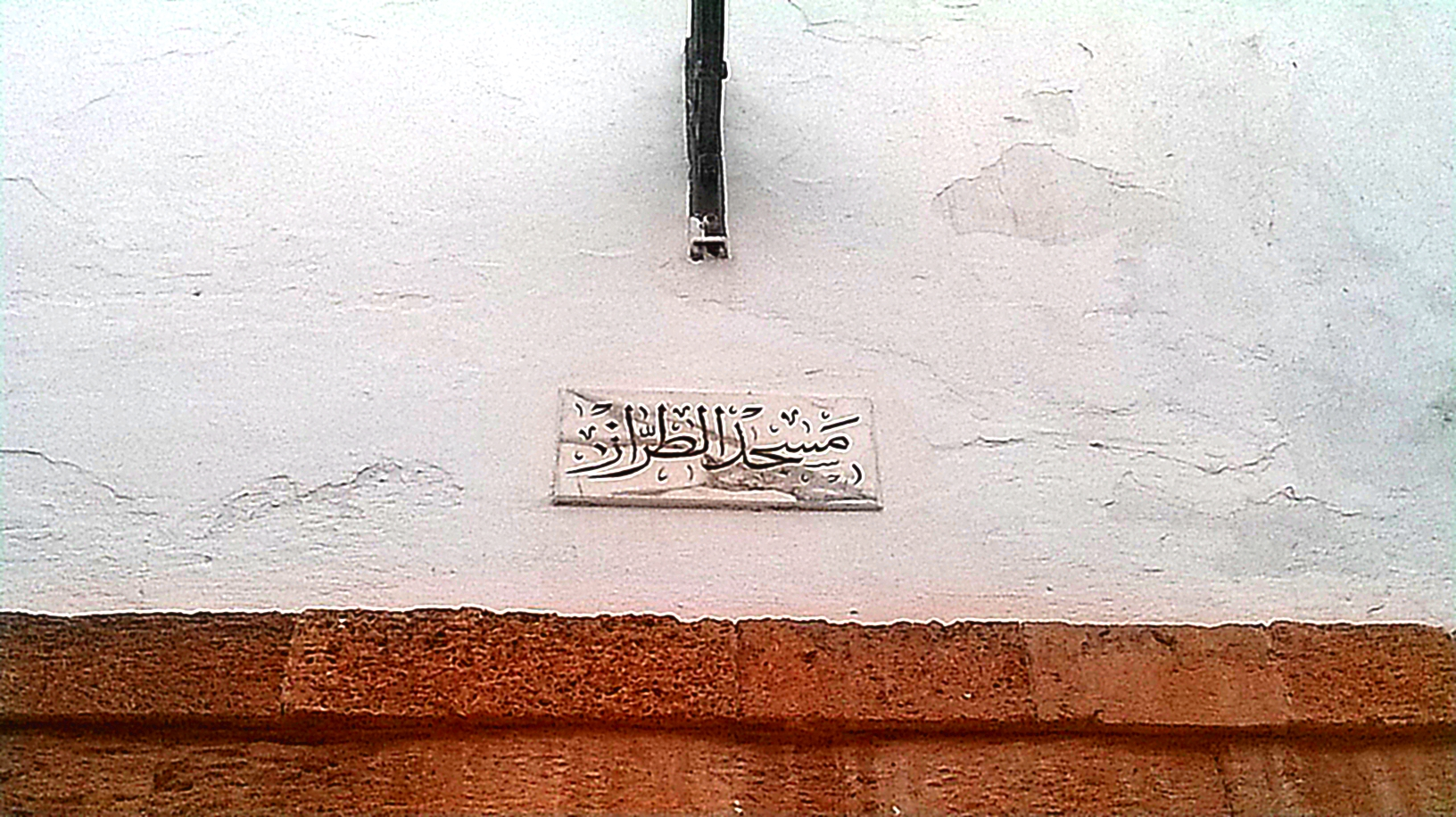
لوحة رخامية تبين اسم المسجد.
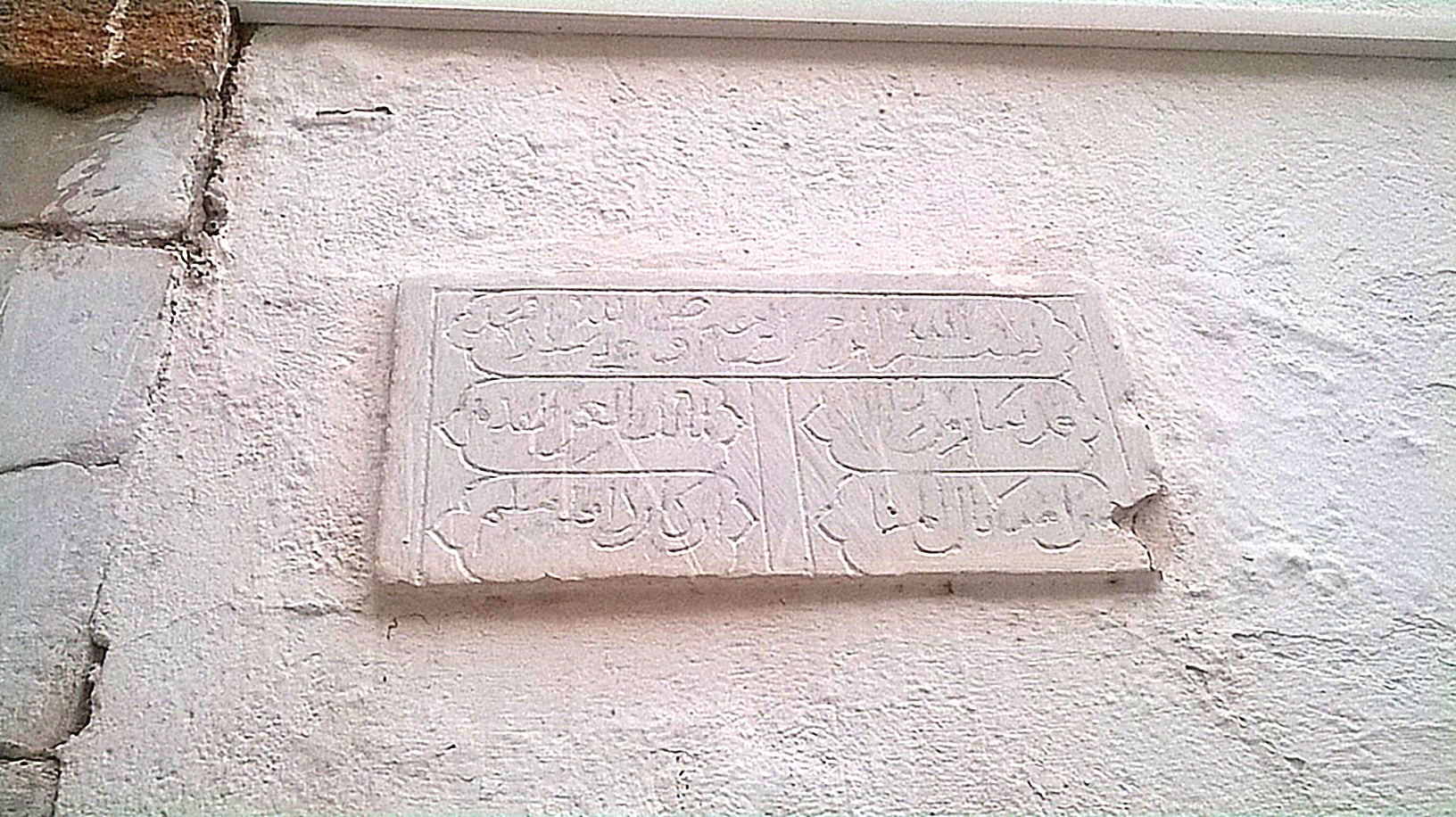
عبارة مكتوبة فوق المدخل.
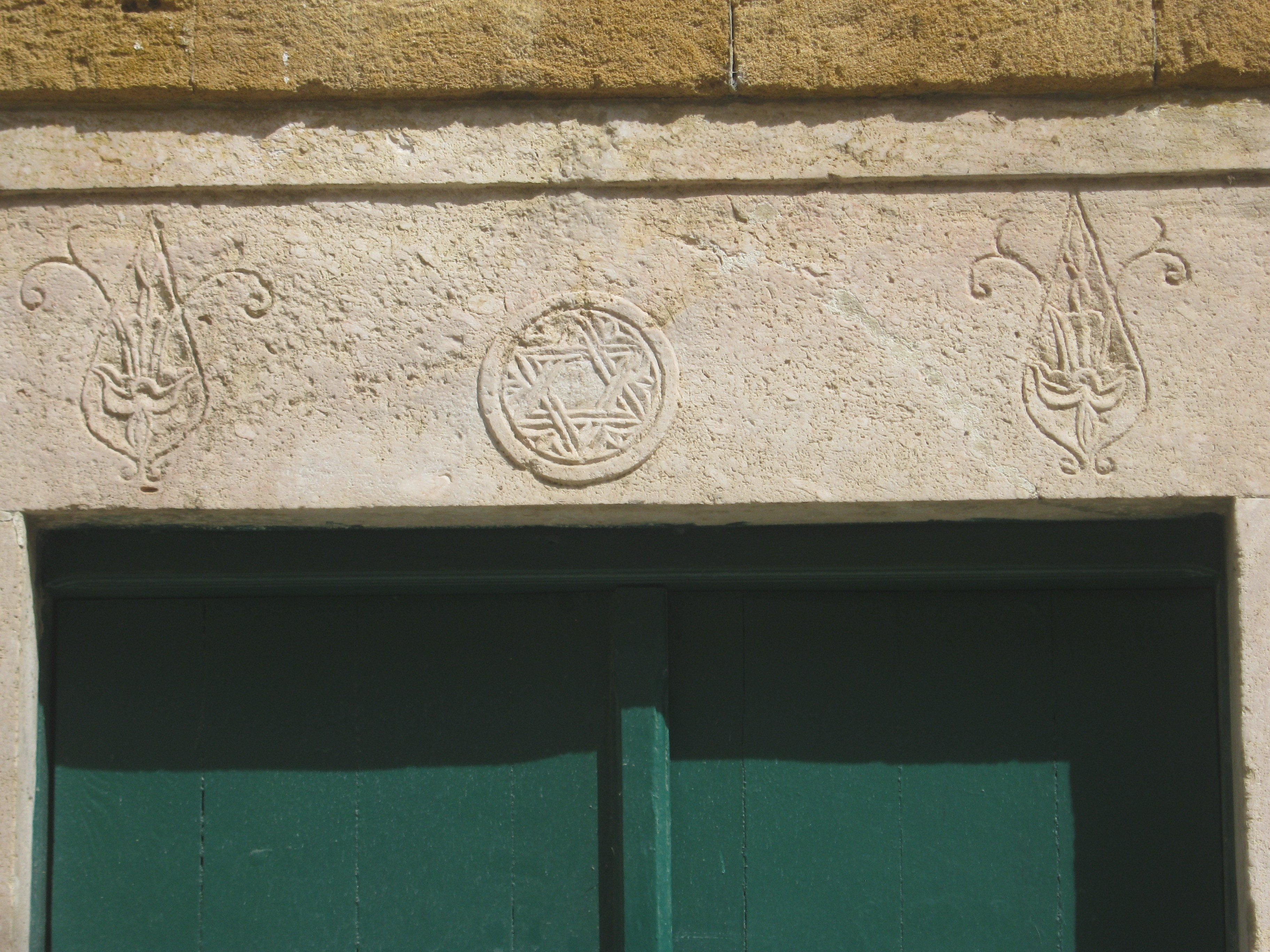
رموز موجودة فوق المدخل.

## مقالات ذات صلة
- مساجد مدينة تونس